# Государственная итоговая аттестация (Украина)
Государственная итоговая аттестация, ГИА (укр. Державна підсумкова атестація, ДПА) — форма контроля соответствия результатов обучения соискателей образования требованиям государственных стандартов общего среднего образования на соответствующем уровне образования. Аттестация может проводиться в учебном заведении или в форме внешнего независимого оценивания (ВНО). Аттестацию проходят лица, которые завершают получение начального (в 4 классе), базового среднего (в 9 классе) и полного общего среднего образования (в 12 классе), а также получают профессиональное (профессионально-техническое) образование или профессиональное высшее образование на основе базового среднего образования, кроме лиц, ранее получивших полное среднее образование.
С 2022 года государственная итоговая аттестация временно не проводится.

## Проведение аттестации
Государственная итоговая аттестация проводится в общеобразовательных учебных заведениях по предметам, содержащимся в инвариантной части типовых учебных планов по сборникам, утвержденным Министерством образования и науки Украины (далее — МОН). Результаты ГИА определяются по 12-балльной шкале по общим критериям оценки учебных достижений учащихся. Баллы, полученные за аттестацию, выставляются отдельно от годовых баллов. Результаты ГИА заносятся в свидетельство о базовом общем среднем образовании (9 класс), в аттестат о полном общем среднем образовании (11 класс) и учитываются при определении среднего балла соответствующего документа, а также при определении претендентов на награждение золотой или серебряной медалью.

### ГИА в начальной школе
В начальной школе проводится государственная итоговая аттестация по украинскому языку или языку обучения (язык и чтение) и математике. Баллы за аттестацию выставляются по результатам итоговых контрольных работ.

### ГИА в основной школе
В основной школе учащиеся аттестуются по украинскому языку (диктант), математике, географии, биологии и иностранному языку (или другой гуманитарный предмет по выбору учебного заведения, профильный предмет или изучаемый углубленный предмет, кроме украинской литературы).

### ГИА в старшей школе
Государственная итоговая аттестация проводится по украинскому языку (письменное изложение), профильного предмета (или по выбору по истории Украины или математики в классах универсального профиля) и предмету по выбору (кроме некоторых предметов, которые не изучаются в 11 классе в классах универсального профиля, например, правоведения.
Могут быть аттестованы также экстерны и другие лица, которые не учились в «обычных» общеобразовательных учебных заведениях (лица, которые не могли по состоянию здоровья, ускоренно овладели учебным материалом и т.п.).
Результаты ГИА могут быть обжалованы в апелляционную комиссию, которая может скорректировать аттестационную оценку.

## Освобождение от ГИА
Освобождаются от прохождения государственной итоговой аттестации:
- учащиеся (воспитанники) (далее просто «учащиеся») специализированных учебных заведений для слабовидящих, слуха, опорно-двигательного аппарата и т.д., учащиеся санаторных школ для больных детей в период их пребывания в этих заведениях;
- по состоянию здоровья (что должно быть подтверждено справкой врачебно-контрольной комиссии), если лицо имеет болезнь, указанную в Перечне заболеваний, которые могут являться основанием для освобождения учащихся (воспитанников) средних общеобразовательных учебно-воспитательных учреждений от прохождения государственной итоговой аттестации по состоянию здоровье, согласно Инструкции;
- учащиеся, проживающие в зонах стихийного бедствия;
- учащиеся, участвующие в международных спортивных соревнованиях, конкурсах и т.д., которые проходят во время аттестации;
- участники тренировочных сборов по подготовке к международным олимпиадам, турнирам, конкурсам и т.п.; такие лица получают годовую и аттестационную оценки «12» по предмету, по которому они участвовали в тренировочных сборах; аттестационные оценки по другим предметам выставляются по результатам годового оценивания;
- участники международных олимпиад и конкурсов, победители III и участники IV этапов Всеукраинских ученических олимпиад — по предметам, по которым они стали победителями (в соответствующих выпускных классах); такие лица получают годовую и аттестационную оценку по предмету «12»;
- победители II и участники III этапов Всеукраинских конкурсов-защиты научно-исследовательских работ Малой академии наук по предмету, который является базовым для оценки учебных достижений учащихся во время конкурсов; данные лица получают годовую и аттестационную оценку по предмету «12»;
- выпускники, имеющие международный сертификат (диплом) языкового экзамена по соответствующему языку - по иностранному языку; таким лицам выставляются годовая и аттестационная оценки «12». Для зачета оценки можно принести сертификат TOEFL, IELTS или другие, подтверждающие соответствующий уровень знаний.

## Формы и содержание ГИА
Государственная итоговая аттестация проходит по разным формам, утверждаемым МОН для каждого предмета. Например, в 2012 году ГИА проводилась следующим образом:
- В начальной школе экзамен по украинскому языку включал тестовые задания, переписку текста, составление минипроизведения. Экзамен по математике содержал несколько тестовых заданий, несколько примеров и задачи.
- В основной школе экзамен по украинскому языку (или по языку обучения) проходил в форме диктанта; использовались тексты в объеме от 157 до 168 слов; по математике, биологии и географии письменно по пособию (а в 2010 году использовалась также устная форма по билетам [{{{1}}} Архивировано] {{{2}}}.); экзамен по математике содержал тестовые задания, задания с кратким ответом и развернутые задания (четыре уровня, четвертый — для школ, где математика является профильным предметом); экзамен по географии содержал тестовые задания, задания по установлению правильного соответствия, последовательности, открытого типа и работу с контурной картой; экзамен по биологии содержал тестовые задания и описательные задания открытого типа; экзамен по иностранному языку - устная форма («говорение» - устно описать определенную ситуацию) и письменная форма (работа с текстом, грамматические задания и минитворение); по остальным предметам — устно по билетам или письменно по пособию (по информатике также возможна защита творческих работ).
- В старшей школе экзамен по украинскому языку (или по языку обучения) проходил в форме письменного перевода с использованием текстов объемом от 435 до 486 слов; остальные экзамены проходят письменно по пособию, кроме иностранного языка (где есть устная и письменная части; содержание аналогично экзамену в основной школе, но несколько сложнее), технологий и информатики (где возможна защита творческих работ) и физической культуры (тестовые задания и физические упражнения) . Экзамен по истории Украины содержал тестовые задания, задание на установление даты события, о которой идет речь в отрывке, места происшествия или названия организации, о которой идет речь в отрывке, двумя утверждениями описать последствия события или явления, о котором идет речь в отрывке, анализ исторического источника за планом. Экзамен по математике содержал тестовые задания (2/3 алгебры, 1/3 геометрии), задания с кратким ответом (3/4 алгебры, 1/4 геометрии), задания с развернутым ответом (2/3 алгебры, 1/3 геометрии) и усложненные задачи с развернутым ответом (для школ, углубленно изучающих математику или имеющих этот предмет как профильный; половина заданий по алгебре, половина по геометрии).